# Danny Webb (pilote moto)
Pour les articles homonymes, voir Danny Webb et Webb.
Danny Webb, né le 22 mars 1991 à Tunbridge Wells, (Kent), est un pilote de vitesse moto britannique

## Statistiques de carrière

### Par saison
| Saison | Class   | Moto     | Course | Victoires | Pod | Pole | FLap | Pts   | Plcd | WCh |
| ------ | ------- | -------- | ------ | --------- | --- | ---- | ---- | ----- | ---- | --- |
| 2007   | 125 cm3 | Honda    | 17     | -         | -   | -    | -    | 3     | 26e  | –   |
| 2008   | 125 cm3 | Aprilia  | 15     | -         | -   | -    | -    | 35    | 19e  | –   |
| 2009   | 125 cm3 | Aprilia  | 15     | -         | -   | -    | -    | 38,5  | 17e  | –   |
| 2010   | 125 cm3 | Aprilia  | 17     | -         | -   | -    | -    | 93    | 10e  | –   |
| 2011   | 125 cm3 | Mahindra | 16     | -         | -   | 1    | -    | 24    | 19e  | –   |
| Total  | Total   | Total    | 80     | -         | -   | 1    | -    | 193,5 |      | –   |

### Par catégorie
| Catégorie | Saison       | 1st GP       | 1st Pod      | 1st Win      | Course | Vict | Podiums | Pole | FLap | Pts   | WChmp |
| --------- | ------------ | ------------ | ------------ | ------------ | ------ | ---- | ------- | ---- | ---- | ----- | ----- |
| 125 cm3   | 2007–Présent | Qatar 2007   |              |              | 80     | -    | -       | 1    | -    | 193,5 | –     |
| Total     | 2007–Présent | 2007–Présent | 2007–Présent | 2007–Présent | 80     | -    | -       | 1    | -    | 193,5 | –     |

### Courses par années
(Les courses en gras indiquent une pole position)
| Saison | Catégorie | Moto     | 1       | 2       | 3      | 4       | 5       | 6       | 7       | 8       | 9       | 10      | 11      | 12     | 13      | 14      | 15      | 16      | 17      | Final Pos | Pts    | Ref   |
| ------ | --------- | -------- | ------- | ------- | ------ | ------- | ------- | ------- | ------- | ------- | ------- | ------- | ------- | ------ | ------- | ------- | ------- | ------- | ------- | --------- | ------ | ----- |
| 2007   | 125 cm3   | Honda    | QAT Ret | ESP Ret | TUR 23 | CHN 23  | FRA 27  | ITA 21  | CAT 26  | GBR 25  | NED Ret | GER 27  | CZE 28  | SMR 30 | POR 20  | JPN 13  | AUS Ret | MAL 22  | VAL 21  | 26e       | 3 !    |       |
| 2008   | 125 cm3   | Aprilia  | QAT 6   | ESP Ret | POR 5  | CHN Ret | FRA 21  | ITA Ret | CAT 11  | GBR Ret | NED DNS | GER Ret | CZE Ret | SMR 14 | IND 15  | JPN 10  | AUS DNS | MAL Ret | VAL Ret | 19e       | 35 !   |       |
| 2009   | 125 cm3   | Aprilia  | QAT 9   | JPN 11  | ESP 8  | FRA Ret | ITA Ret | CAT Ret | NED Ret | GER 8   | GBR Ret | CZE 16  | IND 11  | SMR 10 | POR Ret | AUS 13  | MAL Ret | VAL DNS |         | 17e       | 38,5 ! |       |
| 2010   | 125 cm3   | Aprilia  | QAT 11  | ESP Ret | FRA 9  | ITA 10  | GBR 10  | NED 7   | CAT 10  | GER 7   | CZE Ret | IND 6   | SMR 10  | ARA 9  | JPN 7   | MAL Ret | AUS 10  | POR 9   | VAL 16  | 10e       | 93 !   |       |
| 2011   | 125 cm3   | Mahindra | QAT 16  | ESP Ret | POR 16 | FRA Ret | CAT Ret | GBR 11  | NED 13  | ITA Ret | GER 14  | CZE 12  | IND DNS | SMR 21 | ARA 15  | JPN Ret | AUS 10  | MAL 13  | VAL Ret | 19e       | 24     | [ 5 ] |